# دیک براون (بازیکن فوتبال)
دیک براون (انگلیسی: Dick Brown; ۱ ژانویهٔ ۱۹۱۱ – ۱ ژانویهٔ ۱۹۸۵) بازیکن فوتبال بود.